# 신세휘
신세휘(申世輝, 1997년 6월 3일 ~ )는 대한민국의 배우이다.

## 주요 이력
2015년 4월에서 2015년 7월까지 《고교10대천왕》에 출연하게 되었다. 또한 이를 계기로 2015년 7월 매니지먼트 구와 계약을 맺었다. 2015년 9월에는 댄스 팝 음악 그룹 iKON의 노래 〈취향저격〉 뮤직 비디오에도 출연했다. 현재 밴드 WESS에 소속되어 있다.

## 출연작

### 영화
| 연도 | 제목              | 역할            | 비고     |
| ---- | ----------------- | --------------- | -------- |
| 2017 | 비정규직 특수요원 | 안보국 회계직원 | 우정출연 |
| 2018 | 돌아와요 부산항애 | 어린 찬미       |          |
| 2018 | 동네사람들        | 한수연          |          |
| 2019 | 엑시트            | 이용혜          |          |
| 2023 | 침묵              | 이정연          |          |
| 2023 | 발레리나          | 여고생          |          |
| 2024 | 검은 소년         | 연희            |          |

### 드라마
| 연도 | 방송사  | 제목               | 역할   | 비고     |
| ---- | ------- | ------------------ | ------ | -------- |
| 2016 | KBS2    | 우리집에 사는 남자 | 권덕심 |          |
| 2016 | JTBC    | 솔로몬의 위증      | 이주리 |          |
| 2017 | JTBC    | 청춘시대 2         | 안예지 |          |
| 2017 | MBC     | 20세기 소년소녀    | 이하람 |          |
| 2019 | tvN D   | 통통한 연애 시즌2  | 고유미 |          |
| 2020 | tvN D   | 웹드라마의 법칙    | 도다미 |          |
| 2020 | KBS2    | 그놈이 그놈이다    | 유교걸 | 특별출연 |
| 2025 | Disney+ | 트리거             | 이유미 |          |

### TV 방송
- 2015년 tvN 《고교10대천왕》
- 2015년 SBS TV 《런닝맨》
- 2017년 아리랑 TV 《Showbiz Korea》
- 2017년 SBS Plus 《스타그램 시즌 2》

### 뮤직 비디오
- 2015년 : iKON - 〈취향저격〉
- 2022년 : 허회경 - 〈그렇게 살아가는 것〉

### CF
- 2017년 : 프레첼 (with 차은우 of 아스트로)
- 2020년 : 갤럭시 탭 S7
- 2023년 : 소그마